# 나는 이혼하지 않는다
《나는 이혼하지 않는다》는 2003년 10월 13일부터 2004년 4월 17일까지 방영된 한국방송공사 2TV 아침드라마이다.

## 등장 인물
- 강석우 : 송지석 역
- 김현주 : 채영주 역
- 김정난 : 유승혜 역
- 조연우 : 이재영 역
- 이효정 : 한기범 역
- 김형자 : 강재순 역
- 주현 : 차부길 역
- 박성희 : 도미란 역
- 김규철 : 변학수 역
- 김경숙 : 한정선 역
- 문보령
- 김하은
- 고규필
- 나경민
- 양주호
- 지현우
- 최지해
- 백소미
- 주다영 : 송민지 역
- 민현정 : 한아름 역
- 원덕현 : 한다운 역